# Ретлајн
Ретлајн (њем. Röthlein) општина је у њемачкој савезној држави Баварска. Једно је од 29 општинских средишта округа Швајнфурт. Према процјени из 2010. у општини је живјело 4.826 становника. Посједује регионалну шифру (AGS) 9678170.

## Географски и демографски подаци
Ретлајн се налази у савезној држави Баварска у округу Швајнфурт. Општина се налази на надморској висини од 211 метара. Површина општине износи 19,1 km². У самом мјесту је, према процјени из 2010. године, живјело 4.826 становника. Просјечна густина становништва износи 253 становника/km².

## Међународна сарадња
| Мјесто | Држава    | Врста сарадње | Од    |
| ------ | --------- | ------------- | ----- |
|        | Француска | партнерство   | 1989. |
| Извор  |           |               |       |